# 데드걸 (2008년 영화)
《데드걸》(영어: Deadgirl)은 미국에서 제작된 2008년 공포 영화이다. 마셀 사미엔토와 가디 하렐이 공동 연출과 제작을 맡았다. 샤일로 퍼낸데즈, 노아 시건 등이 출연하였다.

## 줄거리
학교 불량배들에게 괴롭힘을 당하는 외톨이 J.T.는 정신병원 지하에서 묶여있는 여자 좀비 데드걸("Deadgirl")을 우연히 발견하고 성노예로 부리고, 친구 휠러까지 데려와 집단 강간을 일삼기 시작한다.
친구 리키는 이들의 변태 행각을 말려보지만 죽이 맞은 J.T.와 휠러는 살아있는 여성을 새로 좀비화시키기로 하고 리키가 짝사랑하는 조앤을 납치한다.
결국 데드걸이 탈출하면서 J.T.와 휠러는 사망한다. 리키의 사랑 고백을 끝끝내 거부한 조앤은 끝내 좀비화되고, 리키는 J.T.와 휠러가 데드걸에게 했던 짓을 조앤에게 하는 것으로 암시된다.

## 출연
- 샤일로 퍼낸데즈 - 리키 역
- 노아 시건 - J.T. 역
- 캔디스 애컬라 - 조앤 역
- 제니 스페인 - "데드걸" 역
- 마이클 보언 - 클린트 역
- 놀런 제라드 펑크 - 드와이어 역
- 크리스티나 브레빈스 - 어맨다 역
- 데이비드 앨런 그라프 - 해리슨 씨 역
- 크리스티나 매스터슨 - 로지 역

## 기타 제작진
- 공동 제작: 빈스 P. 매지오, 신시아 그레이너, 블루 넬슨
- 배역: 매슈 러샐